# Róbert Gunnarsson

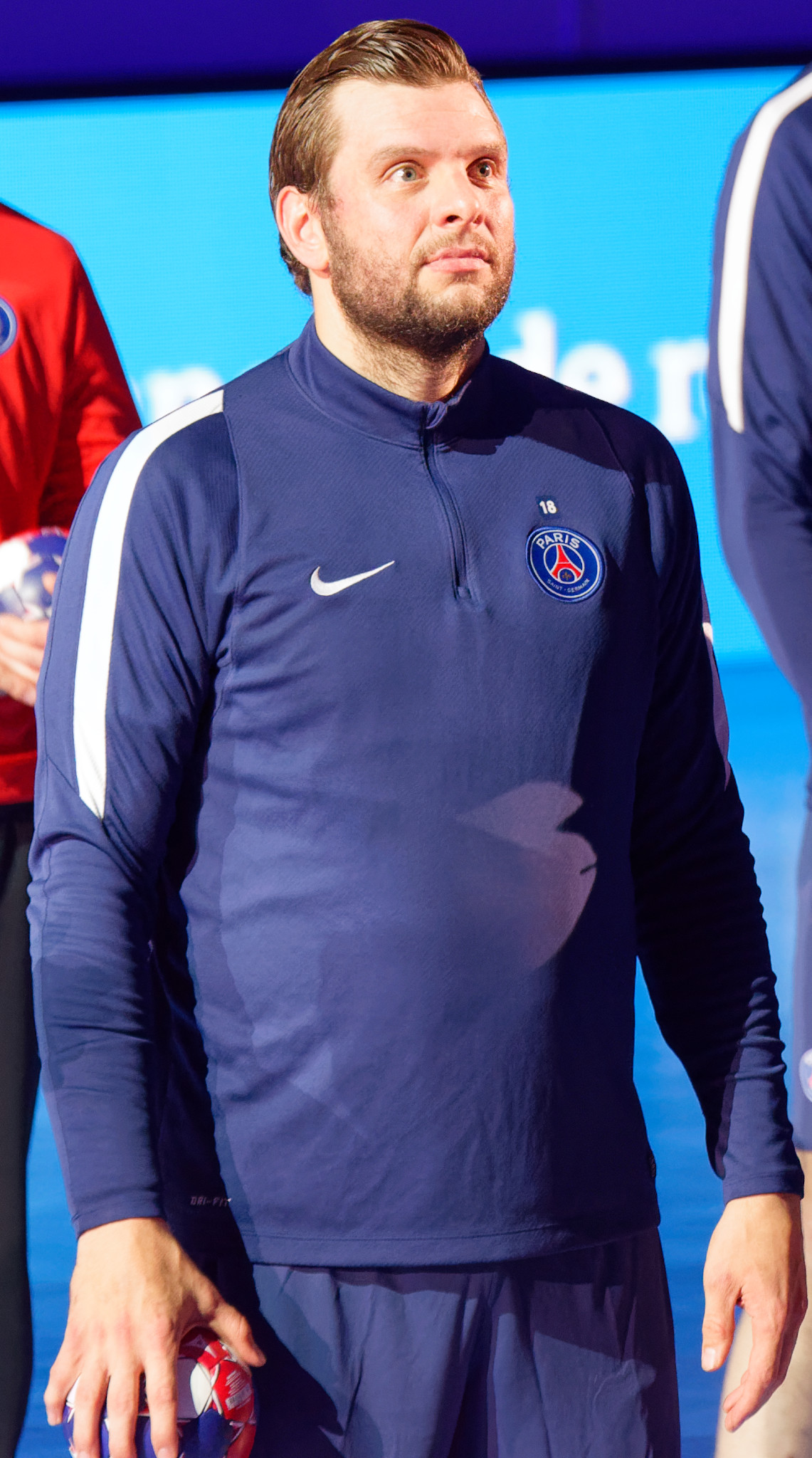
Róbert Gunnarsson i Paris SG, 2016.

Róbert Gunnarsson, född 22 maj 1980 i Reykjavik, är en isländsk tidigare handbollsspelare (mittsexa). Han spelade 276 landskamper och gjort 773 mål för Islands landslag. Han var med och tog OS-silver 2008 i Peking.

## Klubbar
- Fylkir
- Fram (–2002)
- Aarhus GF (2002–2005)
- VfL Gummersbach (2005–2010)
- Rhein-Neckar Löwen (2010–2012)
- Paris Saint-Germain HB (2012–2016)
- Århus Håndbold (2016–2018)